# Emanuel (Anhalt-Köthen)

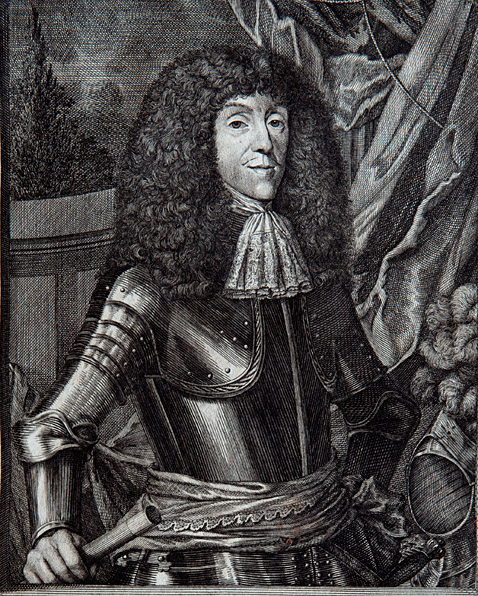
Emanuel von Anhalt-Köthen

Emanuel von Anhalt-Köthen (* 6. Oktober 1631 in Plötzkau; † 8. November 1670 in Köthen) aus dem Geschlecht der Askanier war Fürst von Anhalt-Plötzkau und seit 1665 Fürst von Anhalt-Köthen.

## Leben
Emanuel war der jüngste Sohn des Fürsten August von Anhalt-Plötzkau (1575–1653) aus dessen Ehe mit  Sibylle (1590–1659), Tochter des Grafen Johann Georg zu Solms-Laubach. Er schloss seine Ausbildung mit einer Grand Tour ab und trat 1657 in die Dienste des schwedischen Königs Karl X. Gustav und kämpfte für diesen im Krieg gegen Dänemark. Hier wurde er bei der Erstürmung von Kopenhagen verwundet und geriet in Gefangenschaft. Nach seiner Freilassung stritt er im Dienst der Republik Venedig bei der Belagerung von Candia gegen die Türken.
Unter dem Gesellschaftsnamen Der Strebende wurde er als Mitglied in die literarische Fruchtbringende Gesellschaft aufgenommen.
Emanuel folgte seinem Vater gemeinsam mit seinen beiden Brüdern Ernst Gottlieb und Lebrecht 1653 in der Regierung von Anhalt-Plötzkau. Nach dem Tod des Fürsten Wilhelm Ludwig von Anhalt-Köthen wurde er 1665 Fürst von Anhalt-Köthen, welches er gemeinsam und einträchtig mit seinem Bruder Lebrecht regierte. Plötzkau wurde wieder an Anhalt-Bernburg zurückgegeben.  Emanuel verstarb 1670 und wurde in der Fürstengruft der Köthener St.-Jakobs-Kirche beigesetzt.

## Ehe und Nachkommen

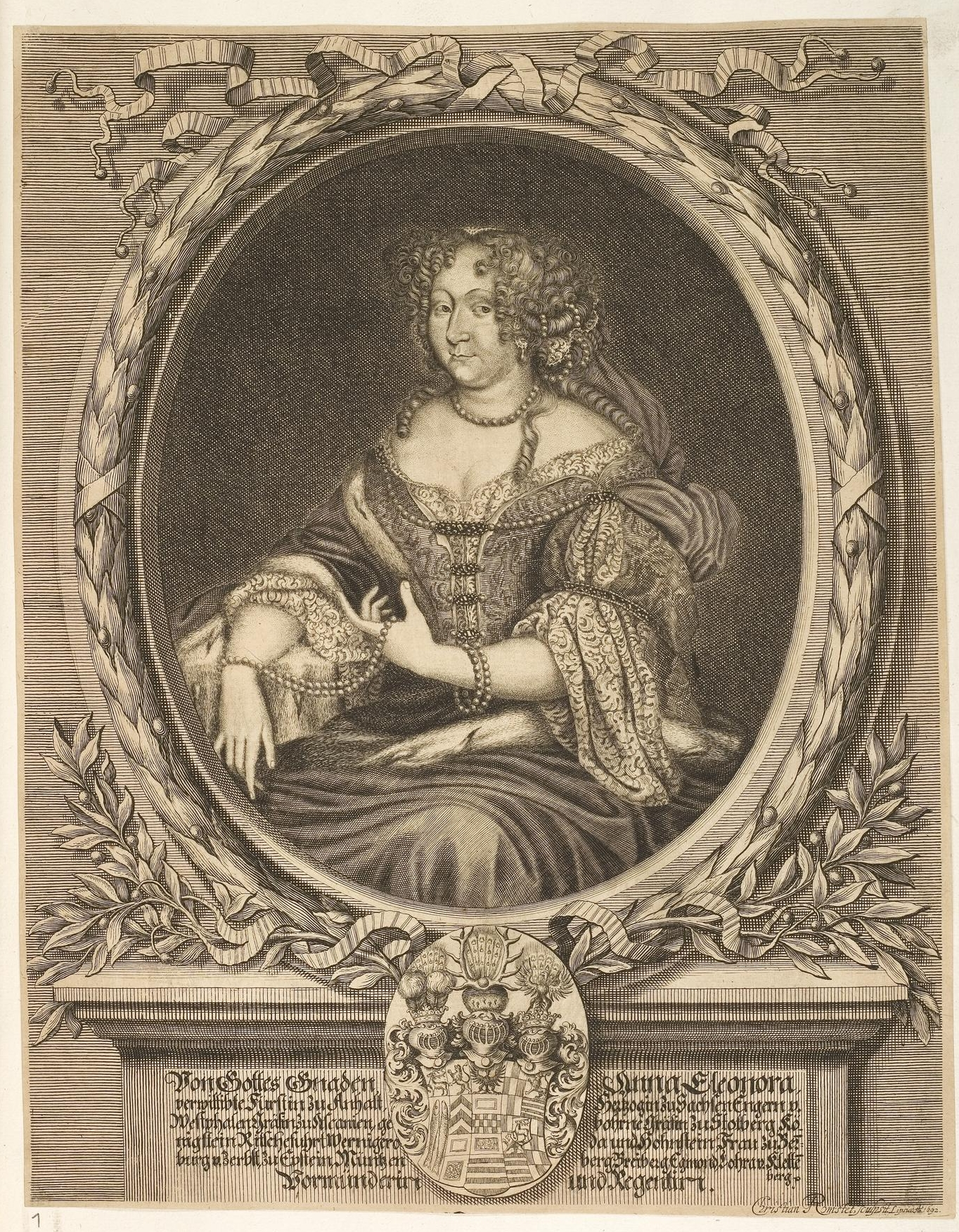
Anna Eleonore zu Stolberg-Wernigerode, Kupferstich von Christian Romstet

Nach dem Tod seines Bruders vermählte sich Emanuel am 23. März 1670 in Ilsenburg mit Anna Eleonore (1651–1690), Tochter des Grafen Heinrich Ernst zu Stolberg. Das einzige Kind dieser Ehe wurde nach dem Tod des Vaters posthum geboren:
- Emanuel Lebrecht (1671–1704), Fürst von Anhalt-Köthen

⚭ 1692 Gisela Agnes von Rath, „Gräfin von Nienburg“